# 岐阜県道296号美濃市停車場線
岐阜県道296号美濃市停車場線（ぎふけんどう296ごう みのしていしゃじょうせん）は、岐阜県美濃市内を通る一般県道である。

## 概要

### 路線データ
- 起点：美濃市停車場
- 終点：岐阜県美濃市広岡町（岐阜県道80号美濃川辺線・岐阜県道281号関美濃線交点）

## 沿革
- 1977年（昭和52年）2月27日 ： 認定[1]

## 地理

### 通過する自治体
- 岐阜県
  - 美濃市

### 接続する道路
- 岐阜県道281号関美濃線（広岡町交差点）
- 岐阜県道80号美濃川辺線（広岡町交差点 - 美濃市広岡町地内（なかの内科クリニック南）で重複）

### 周辺
- 長良川鉄道越美南線 美濃市駅